# Halvorskyrkan
Halvorskyrkan är en kyrkobyggnad i stadsdelen Halvorstorp, öster om Trollhättans centrum. Den tillhör Gärdhems församling i Skara stift.

## Kyrkobyggnaden
Kyrkan invigdes 1975 i stadsdelen Halvorstorp i Trollhättan. Bredvid kyrkan ligger sedan 2005 Halvorsgården. I augusti 2007 återinvigdes kyrkan efter en omfattande ombyggnad.